# Badia Polesine
Badia Polesine là một đô thị ở tỉnh Rovigo ở vùng Veneto của Ý, có khoảng cách khoảng 70 km về phía tây nam của Venezia và khoảng 25 km về phía tây của Rovigo. Tại thời điểm ngày 31 tháng 12 năm 2004, đô thị này có dân số 10.719 người và diện tích là 44,5 km².
Đô thị Badia Polesine có các frazioni (các đơn vị cấp dưới, chủ yếu là các làng) Barchetta, Bovazecchino-Serraglio, Ca'Bulgaron, Colombano, Crocetta, Fornaci, Masetti, Nezzo, Orti, Rosta, Salvaterra, Villa d'Adige, và Villa Fora.
Badia Polesine giáp các đô thị: Canda, Castagnaro, Castelbaldo, Giacciano con Baruchella, Lendinara, Masi, Piacenza d'Adige, Terrazzo, Trecenta.